# SKS365
SKS365 Group GmbH (antes Skysport365) es la compañía austríaca dedicada al entretenimiento y juego, fundada en Innsbruck en 2009. Es más conocida por sus apuestas deportivas y por su marca de juego planetwin365, así como por el sitio web de estadísticas MyScore365. Con más de 1300 negocios de planetwin365 por toda Europa y con la infraestructura de las apuestas deportivas en línea, planetwin365 es una de las mayores casas de apuestas europeas. SKS365 Group es una de las organizaciones socia en el Sistema de Alerta Temprana de la FIFA.

## Historia

### Apuestas deportivas
La compañía opera tanto en línea como a través de la red terrestre, ofreciendo las apuestas deportivas, póquer y casino en línea. SKS365 Group y sus marcas están presentes en el mercado de Austria, Bélgica, Italia, España, Serbia y Montenegro - donde la compañía posee las licencias nacionales de juego y apuestas deportivas en línea y en negocios. 
En 2014 SKS365 Group anunció que había adquirido su millonésimo cliente y que había registrado 400 millones de apuestas en su plataforma en línea. La continua expansión internacional aumentó el número de los negocios al 1300 en el territorio europeo en 2015.

### Apuestas innovadoras
Con el fin de destacarse entre sus competidores, SKS365 ha introducido una gama de tipos de juego innovadores, aumentando el número de los tipos de juego ofrecidos al 700 por cada evento deportivo disponible en el sitio planetwin365. Planetwin365 mantiene una margen de beneficios a 4 %, la más baja entre todas las casas de apuestas en Europa, lo que permite a la compañía a ofrecer las cuotas altas y diferentes bonos en las apuestas.

## Lucha contra el amaño de partidos
En noviembre de 2010, como la consecuencia de las anomalías registradas en su sistema de apuestas, SKS365 Group inició a advertir al público y a las autoridades de flujo anormal de apuestas. A pesar del escepticismo inicial, el diario deportivo italiano La Gazzetta dello Sport comenzó a seguir los informes de SKS365 en seguida, a partir de aquel, referente al partido de Coppa Italia AS Bari - AS Livorno (4-1) el 1 de diciembre de 2010. Desde aquel momento, SKS365 Group comenzó a reportar regularmente los partidos sospechosos a las autoridades competentes y a la unidad GAT (Grupo Anticrimen Tecnológico) de la Policía Financiera y a los medios de comunicación.
Una de tales ocurrencias del sospechoso amaño de partidos examinada por el fiscal de Cremona, ha iniciado la investigación de las casas de apuestas Last Bet. SKS Group, de consultor, apoyaba a los fiscales en la investigación examinando cualquier flujo sospechoso o anormal de las apuestas de varios partidos de la Serie A - B y Lega Pro.
Después de que el escándalo italiano de amaño de partidos se hizo público, SKS365 Group empezó una importante colaboración con la Dirección de distrito Antimafia, ayudando a los investigadores a descubrir la relación ilícita entre las apuestas y deporte por un lado, y el crimen organizado por el otro.
En septiembre de 2011 la FIFA ha galardonado este empeño de SKS365 Group, haciendo la compañía un socio premium en el Sistema de Alerta Temprana de la FIFA que se puso en marcha con el fin de supervisar las apuestas referentes a todos los eventos que organiza la FIFA con el fin de prevenir las manipulaciones en el mundo de deporte.
A finales de 2011, SKS365 Group aumentó aún más sus actividades de seguimiento de los flujos anormales de las apuestas reportando los partidos sospechosos de los campeonatos de Suiza, República de Macedonia (hoy, Macedonia del Norte), Albania, Estonia y Bulgaria. SKS365 Group tuvo un papel destacado en la lucha contra el amaño de partidos, especialmente en Bulgaria.
En 2015, SKS365 Group ha organizado en Belgrado una Conferencia dedicada a la Protección de los Principios Éticos y la Integridad de los deportes, a la que asistieron representantes de alto rango de la UE, la OSCE y de Gobierno de Serbia. Uno de los participantes fue el ministro de Juventud y Deportes de la República Serbia, Vanja Udovičić. El promovió la construcción de una red más fuerte entre el gobierno, las casas de apuestas y los medios de comunicación con el fin de prevenir el amaño de partidos, que no sólo representan un delito penal, sino también el abuso de los más altos valores en los que se basa el deporte.

## Patrocinios
Desde 2010 SKS365 Group ha patrocinado numerosos eventos y clubes deportivos, personas y actividades sociales a través de la marca de planetwin365. Desde sus primeros compromisos como patrocinador principal del "La resa dei conti" y del italiano Beach Soccer Tour, SKS365 va aumentado sus inversiones en patrocinios constantemente.
SKS365 Group fue el patrocinador principal del Trentino Volley, el campeón de Italia, de Europa y del mundo en el voleibol masculino en la temporada de 2011/2012. Durante la temporada, el equipo voleibol de Trentino jugó como "Trentino planetwin365".
En 2011, planetwin365 patrocinó también los campeones de Italia de balonmano, Pallamano Conversano.
En 2012, planetwin365 firmó el acuerdo de patrocinio principal con el Rugby Club Innsbruck. Al mismo tiempo, LiveRadio365 llegó a ser el patrocinador oficial del club de fútbol Virtus Entella, que se compite en la Liga Italiana Pro1.
En 2013, SKS365 firmó un importante contrato con el equipo de LCR Honda, protagonista del campeonato MotoGP. El logo de planetwin365 aparece en los motos del equipo de LCR Honda de Lucio Cecchinello, así en el traje de Stefan Bradl, el prometedor piloto alemán.
El mismo año, la marca planetwin365 se convirtió el Socio Oficial de Parma FC, club histórico del campeonato de fútbol italiano.

## Embajadores de marca

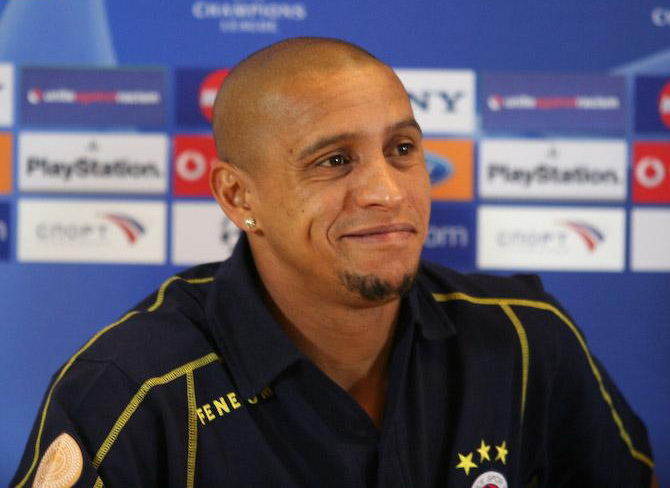
Roberto Carlos planetwin365 embajador

Roberto Carlos, futbolista brasileño y superestrella del Real Madrid, desde el año 2016 se ha convertido en el embajador de marca de planetwin365. Roberto Carlos representa a planetwin365 a través de diferentes actividades en línea, también offline con contacto con nuestros aficionados y a través de eventos promocionales.

Thomas Muster, extenista número 1 del mundo, se incorporó en el equipo de los embajadores de la marca planetwin365 en 2014.
En 2013/14, Andrija Prlainović, capitán de la Selección serbia y MVP de la Copa del Mundo en waterpolo, se unió a planetwin365 como un embajador de la marca.
En 2011, SKS365 eligió a Angelo Di Livio, el excentrocampista de Juventus y de la selección italiana, de su embajador de la marca.
SKS365 Group patrocina el Equipo de Póquer planetwin365 que consiste de los jugadores profesionales de póker como Eros Nastasi, Vladimir Božinović y Luca Moschitta.

## Fundación SKS365
Desde su fundación en 2009, SKS365 Group apoyó numerosos proyectos de caridad en situaciones en las que fue necesario proporcionar los fondos y la asistencia urgentemente. El éxito de los proyectos fue la razón suficiente para crear la Fundación SKS365 en 2012, con el objetivo de gestionar y promover las actividades benéficas. El propósito central de la fundación es ayudar a los niños sin cuidado parental, apoyándoles a través del programa de becas durante los estudios y empoderamiento de los grupos marginados. Los objetivos principales de la fundación son el cuidado de niños, ayuda social y sanitaria.